# 크리스티네 네바라우스카
크리스티네 네바라우스카(라트비아어: Kristīne Nevarauska, 1981년 3월 3일~)는 라트비아의 배우이다.

## 수상
- 리엘라이스 크리스탑스 영화제 여우주연상(2003)